# Smile Tzymann
Weng Tzymann (en chino:翁滋蔓, pinyin:Wēng zīmàn) más conocida por su nombre artístico de Smile Tzymann (nacida el 28 de octubre de 1986). Es una cantante, modelo y actriz taiwanesa.

## Carrera
SmileTzymann comenzó cantando en la escuela secundaria donde se le acercaron representantes de casas discográficas, pero decidió primero terminar sus estudios. Ya graduada de la High school nacional de Taiwán para chicas (臺北市立第一女子高級中學) comienza su carrera con estudios de canto y baile. En 2005 inicia su debut en el canal Channel [V] de Fox International Channels donde la invitan a participar en el programa de talentos para chicas Wo Ai Hei Se Hui (我爱黑涩会) donde se da a conocer. Desde finales de 2009 presenta el programa de entretenimiento nocturno TBS hot news (TBS哈新闻). En 2010 ganó el premio Yahoo!yahoo (Yahoo!奇摩). Actualmente es presentadora del programa de talentos Asian Idol Group Competition (亚洲天团争霸战) y el de noticias la manzana (苹果娱乐新闻). En 2012 es invitada por la academia de los premios la campana dorada (金鐘獎). El 4 de noviembre de 2011 lanza su álbum debut "Ámame" (Love me) de un total de 6 pistas con la empresa Avex de Japón.